# Hanna Mårtensdotter i Hemmestorp
Hanna Mårtensdotter kallad "Doktor-Hanna", född 1795, död 1873, var en svensk naturläkare. Hon var verksam i Skåne fram till 1870-talet. 
Hanna Mårtensdotter var verksam som folkläkare eller klok gumma i Hemmestorp. Hon hade stort anseende och tog emot kunder långväga ifrån och blev allmänt känd som "Doktor-Hanna". Hon är känd som mentor till den senare berömda Lars Mårtensson, som fick överta hennes kunder på hennes rekommendation då hon ville avsluta sin verksamhet. 